# مالك الروقي
مالك الروقي (من مواليد 19 فبراير 1991) إعلامي ومقدم برامج سعودي، يعمل مديرًا للقناة الثقافية التابعة لمجموعة إم بي سي، ومديرًا لأخبار إم بي سي 1 في السعودية، قدّم العديد من البرامج على قناة إم بي سي 1 من أبرزها البرنامج الحواري السطر الأوسط، وبرنامج مالك بالطويلة.

## التعليم
حاصل على درجة البكالوريوس في الإعلام من جامعة الملك سعود.

## العمل
- بدأ عمله الإعلامي مراسلًا تلفزيونياً لقناة الإخبارية السعودية.[6]
- يعمل مديراً لأخبار قناة إم بي سي في السعودية.[7]
- عين مديرًا للقناة الثقافية التابعة لمجموعة إم بي سي مع إعلان توقيع اتفاقية تدشين وتشغيل القناة بين المجموعة ووزارة الثقافة السعودية في 17 أغسطس 2023.[8]

## برامج
- قدم فقرة (ترند السعودية) ضمن فقرات برنامج (إم بي سي في أسبوع).[9]
- قدّم برنامج (ترند السعودية) بعد تحوله إلى برنامج مستقل بالاشتراك مع يوسف الغنامي عام 2017م.[10][11]
- برنامج (السطر الأوسط).[12] وهو برنامج حواري يستضيف من خلاله شخصيات من عالم السياسة والفكر والثقافة.[13]
- برنامج (مالك بالطويلة). وهو برنامج منوع عرض الموسم الأول منه في شهر رمضان عام 2019م،[14] والموسم الثاني في رمضان 2020م. والموسم الثالث في رمضان 2021 ويحكي قصص شخصيات تركت بصماتها في التاريخ وأثرت في البشرية.[15]

- قدم أيضًا فقرة (حكايا مرابطون) ضمن فعاليات مهرجان (حكايا مسك) عام 2017م.[16]